# هواپیمای پهن‌پیکر

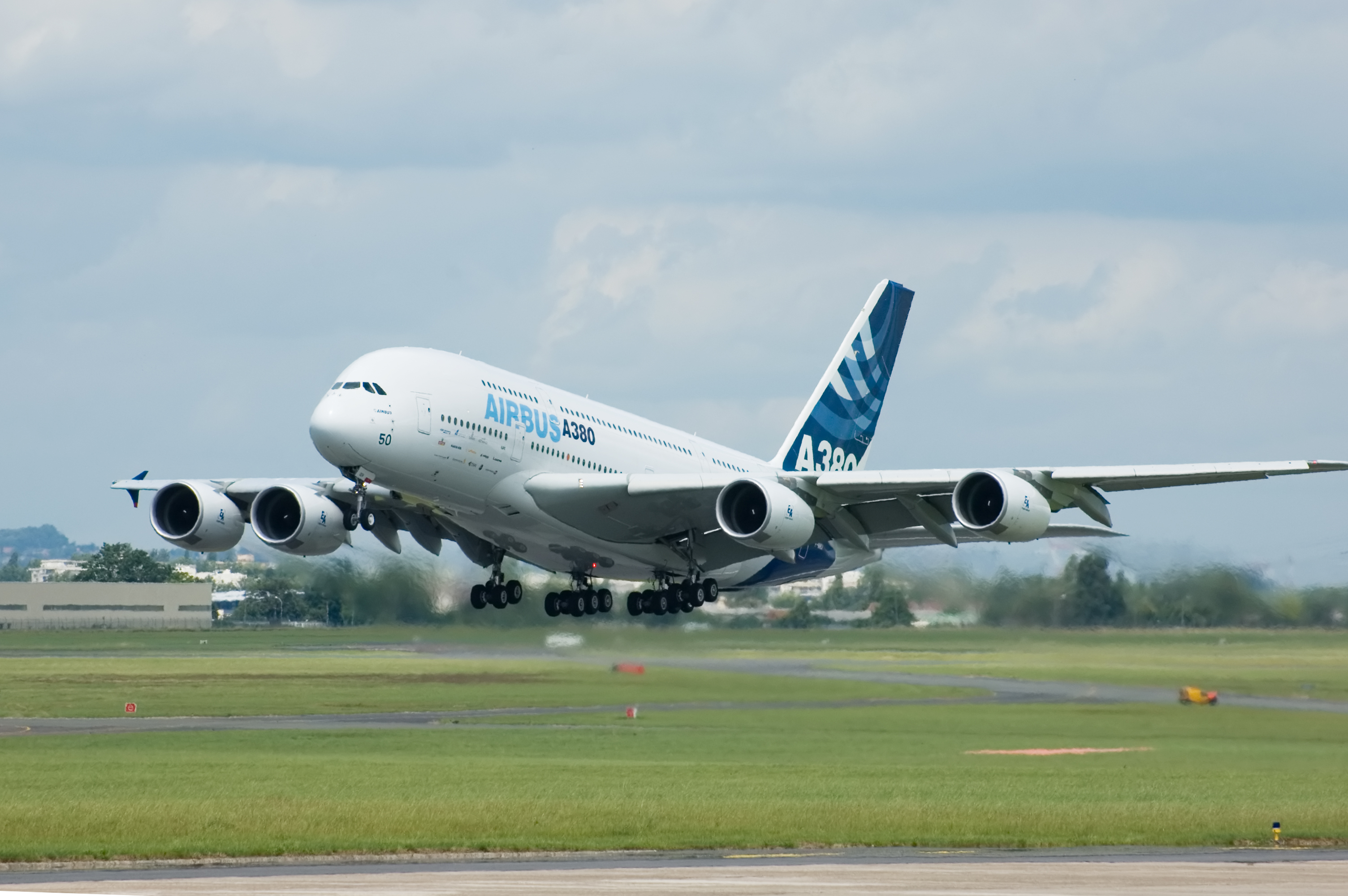
هواپیمای ایرباس ای-۳۸۰، بزرگ‌ترین و پهن‌ترین هواپیمای مسافربری جهان

هواپیمای پهن پیکر یک هواپیمای بزرگ مسافربری است که در سالن مسافران آن ۲ راهرو وجود دارد و در اصطلاح به آن هواپیمای دو راهرویی می‌گویند. عموماً هواپیماهای مسافربری پهن‌پیکر، بدنه‌ای با قطر ۵ تا ۶ متر دارند. در این نوع هواپیماها، در کلاس اقتصادی ۷ تا ۱۰ صندلی در یک ردیف قرار دارد و در کل توانایی جابجایی ۲۰۰ تا ۸۵۰ مسافر را دارد. بزرگ‌ترین هواپیمای پهن پیکر جهان، دارای عرضی بیش از ۶ متر است و می‌تواند بیش از ۱۱ مسافر را در یک ردیف، پهلو به پهلو جای دهد. هواپیماهای پهن پیکر به‌صورت گسترده‌ای برای جابجایی بار و دیگر کارهای خاص مورد استفاده قرار می‌گیرند.
در مقابل، هواپیماهای مسافربری تنگ پیکر دارای قطری در حدود ۳ تا ۴ متر هستند و یک راهرو دارند و تعداد صندلی‌های آنها بین ۲ تا ۶ عدد کنار هم است.
هواپیماهای پهن پیکر در اصل برای بهره‌وری بیشتر و در عین حال آسایش مسافران طراحی شده‌است. این هواپیماها به منظور انتقال هرچه بیشتر مسافران و در نتیجه سود و منفعت بیشتر گسترش یافته‌اند. اینکه یک هواپیما چقدر مسافر را جابجایی کند، به شرکت هواپیمایی هم وابسته‌است زیرا اندازه صندلی‌های هواپیما را شرکت هواپیمایی تعیین می‌کند. برای مثال در پروازهای کوتاه مدت، تعداد صندلیها بسیار بیشتر است.
بوئینگ ۷۴۷ نخستین هواپیمایی بود که لقب جامبوجت (هواپیمای پهن‌پیکر) را گرفت.

## تاریخچه

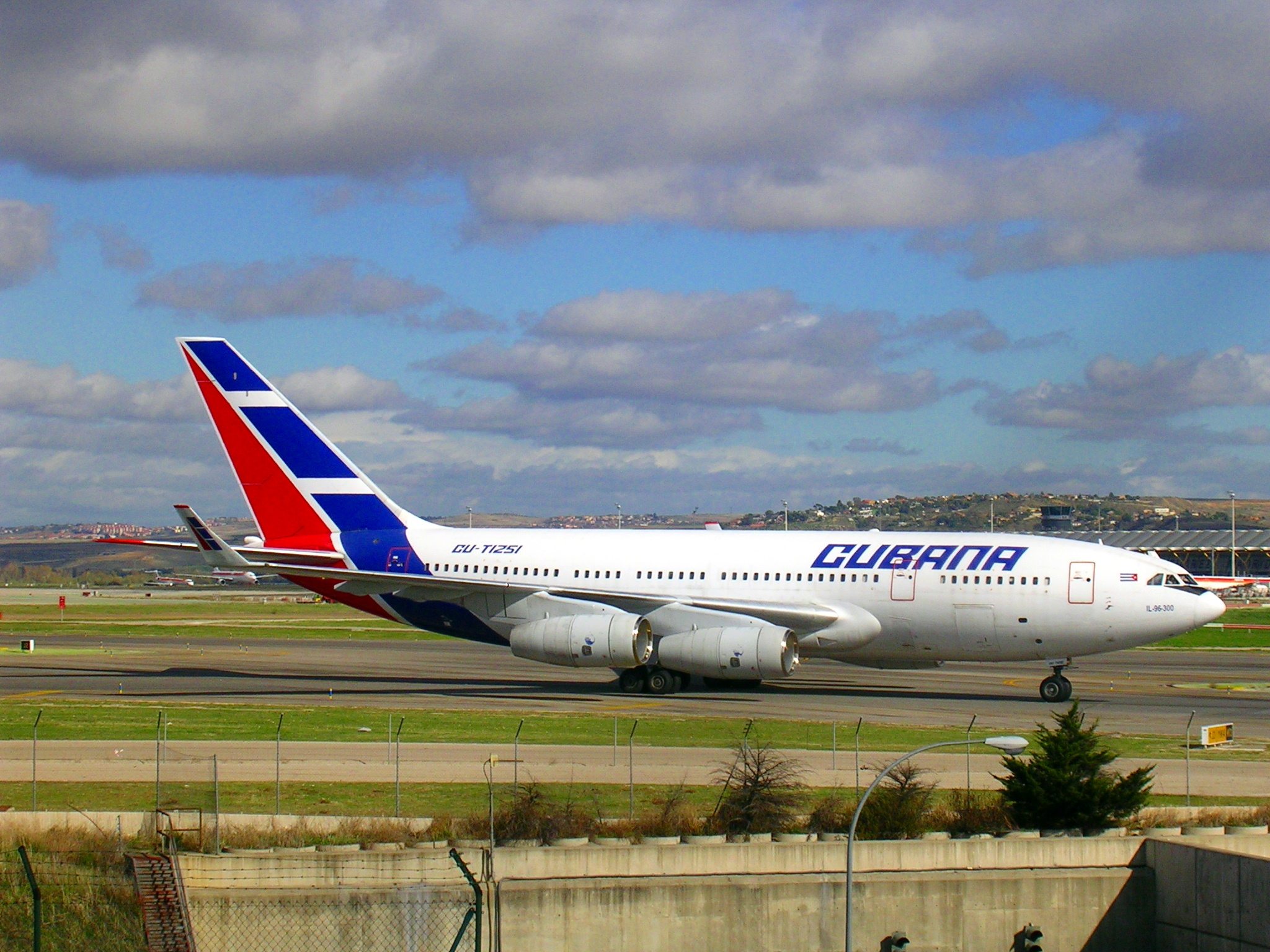
ایلیوشین۹۶ هواپیمایی که برای رقابت با بویینگ۷۴۷ ساخته شد اما تنها از ان کمتر از ۳۰ فروند تولید و تبدیل به یک هواپیمای ناموفق گشت

به‌دنبال موفقیت در طرحهای هواپیماهای کم پهنای بوئینگ ۷۰۷ و داگلاس دی سی-۸ در مقابل، درخواست جهانی برای سفرهای هوایی در اواخر دهه پنجاه میلادی، شرکتهای هوایی پژوهش خود را راجع به هواپیماهای بزرگتر آغاز کردند. درخواست‌هایی که مهندسان با آن روبرو بودند عبارت اند از: تقاضای هواپیمایی‌ها برای هواپیمایی که بتواند مسافران بیشتری جابجایی کند، و سوخت و قیمت عملیاتی کمتری داشته باشد.

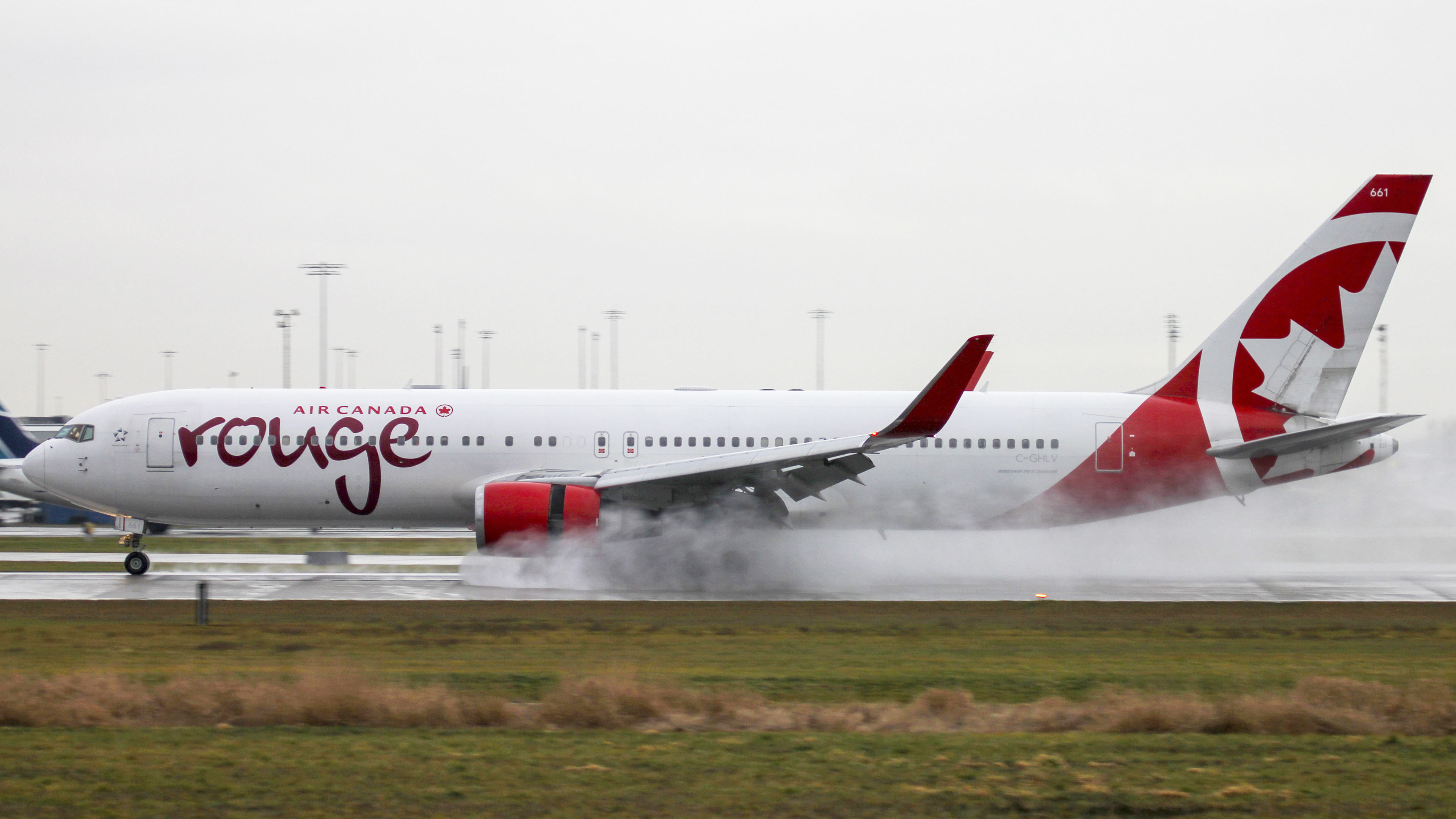
بویینگ۷۶۷

هواپیماهایی مانند ۷۰۷ و دی سی-۸ بگونه‌ای هستند که مسافران در اطراف تک راهروی آنها می‌نشینند و تعداد صندلیهای آنها در یک ردیف بیش از ۶ عدد نبود. هواپیمای بزرگتر باید دراز باشد، بلند باشد (مثلاً دو طبقه باشد) و پهن باشد تا بتواند تعداد قابل توجهی صندلی مسافر را در خود جای دهد. مهندسان همچنین دریافتند که دراز کردن بدنه هواپیما نیاز به هماهنگی با فرودگاه‌ها دارد. همچنین دو طبقه کردن آن مشکلات زیادی را در هنگام تخلیه اضطراری هواپیما پدیدمی‌آورد و نیاز به تنظیمات سخت دارد. این مسائل، دردسرهای زیادی را در آن زمان فراهم کردند. این پارامترها در آخر به ساختن هواپیماهایی با بدنه پهن منجر شدند که در نتیجه آن هواپیما دو راهرویی شد و توانستند در هر ردیف آن تا ده صندلی هم قرار دهند.

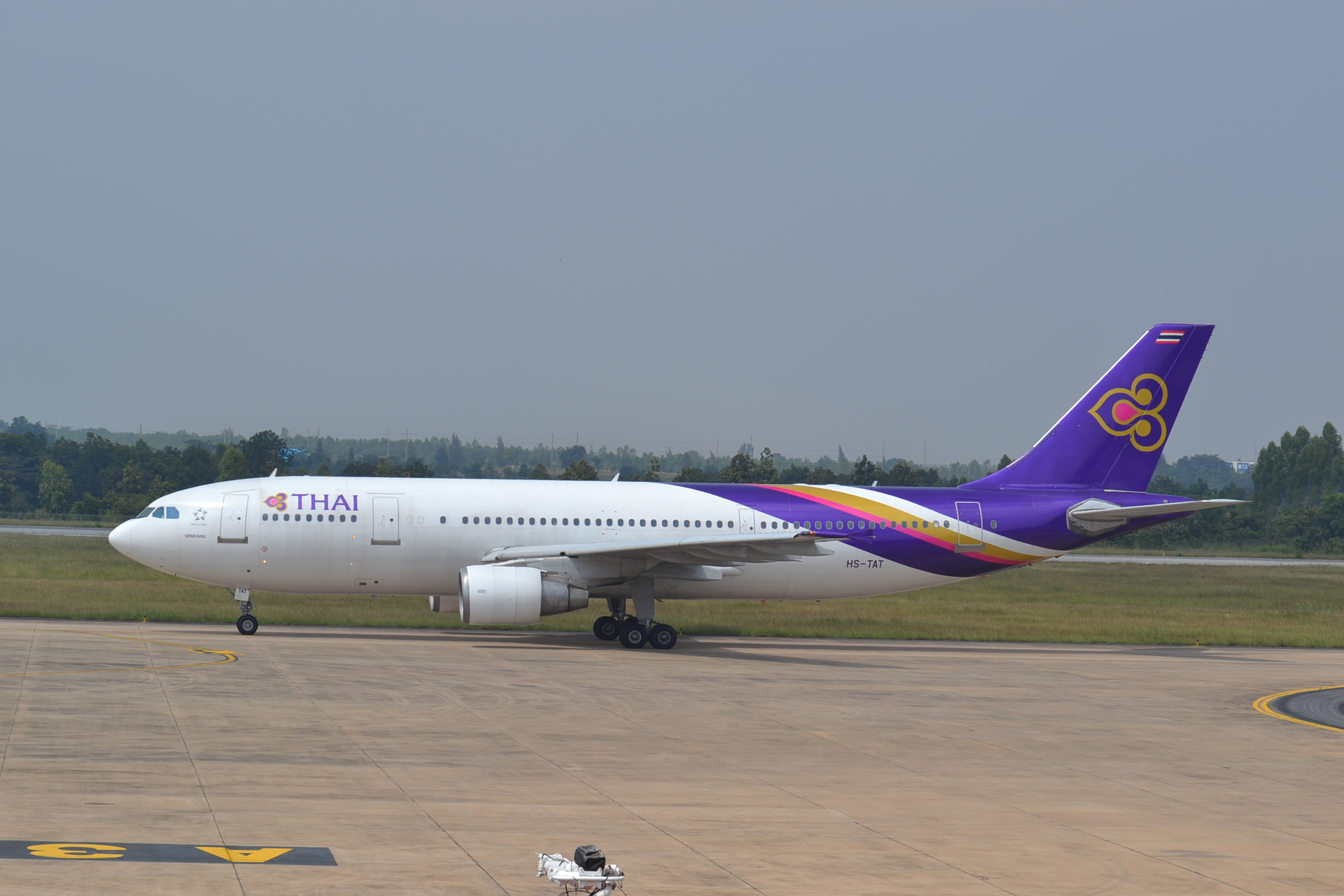
ایرباس۳۰۰

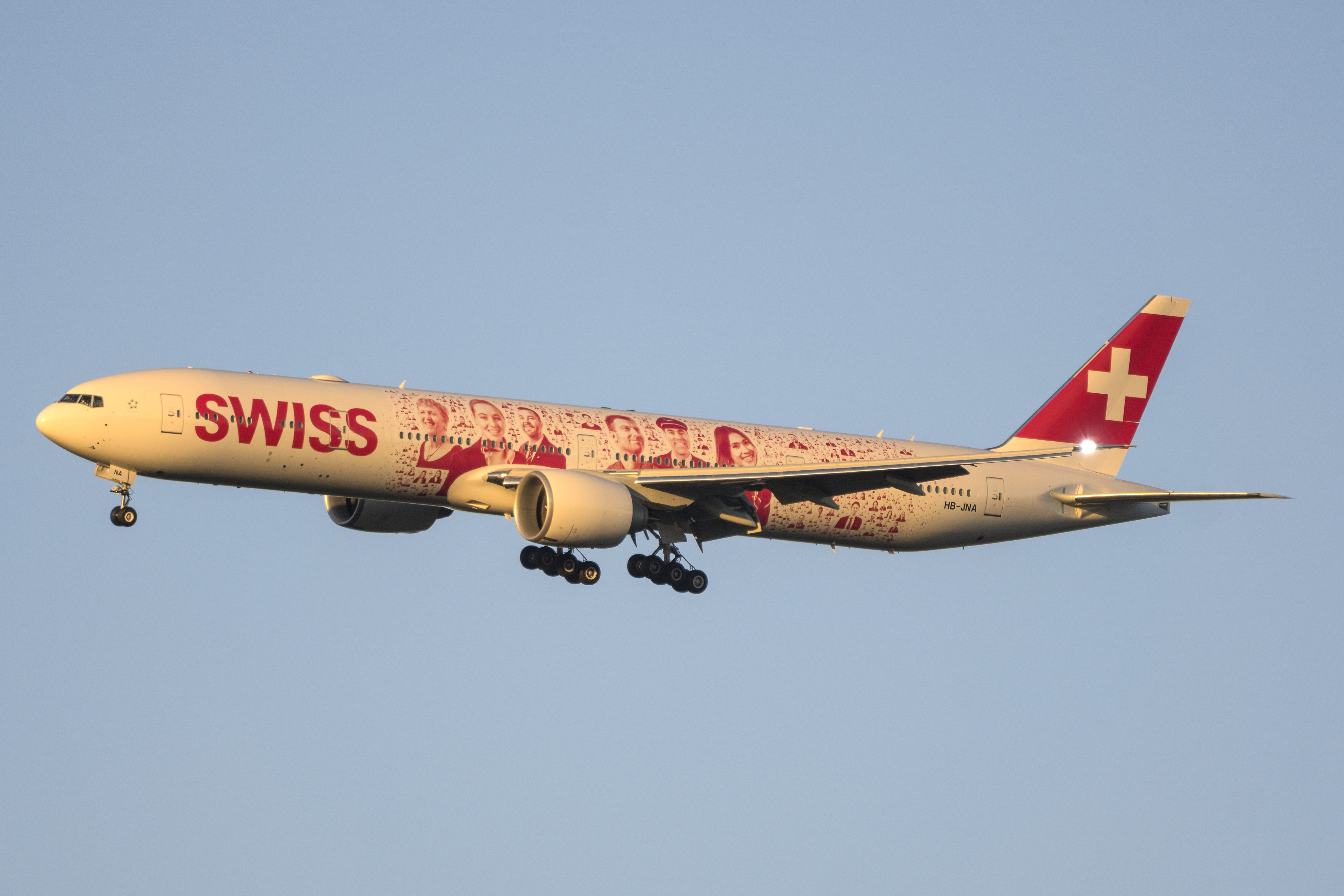
بویینگ۷۷۷

عصر هواپیماهای پهن پیکر در سال ۱۹۷۰ میلادی با ورود به خدمت نخستین هواپیمای پهن پیکر-هواپیما چهار موتوره بوئینگ ۷۴۷-آغاز شد. در طبقه اصلی ۷۴۷ دو راهرو وجود دارد و در هر ردیف ده صندلی قرار دهند و در طبقه دوم هواپیما (کوهان آن)، یک راهرو وجود دارد و شش نفر می‌توانند در کنار یکدیگر بنشینند. به‌دنبال این هواپیما، نخستین هواپیماهای سه موتوره پهن پیکر با نامهای مک دانل داگلاس دی سی-۱۰ و لاکهید ال-۱۰۱۱ تولید شدند. در سال ۱۹۷۴ میلادی، شرکت ایرباس، نخستین هواپیما پهن پیکر دو موتوره جهان را با نام ایرباس آ-۳۰۰ معرفی کرد.

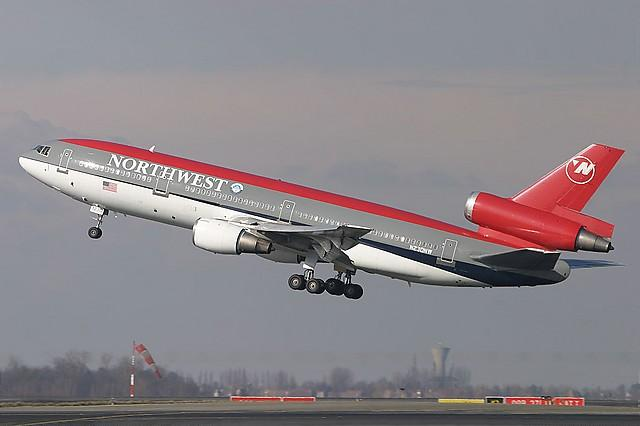
مک دانل داگلاس دی سی۱۰

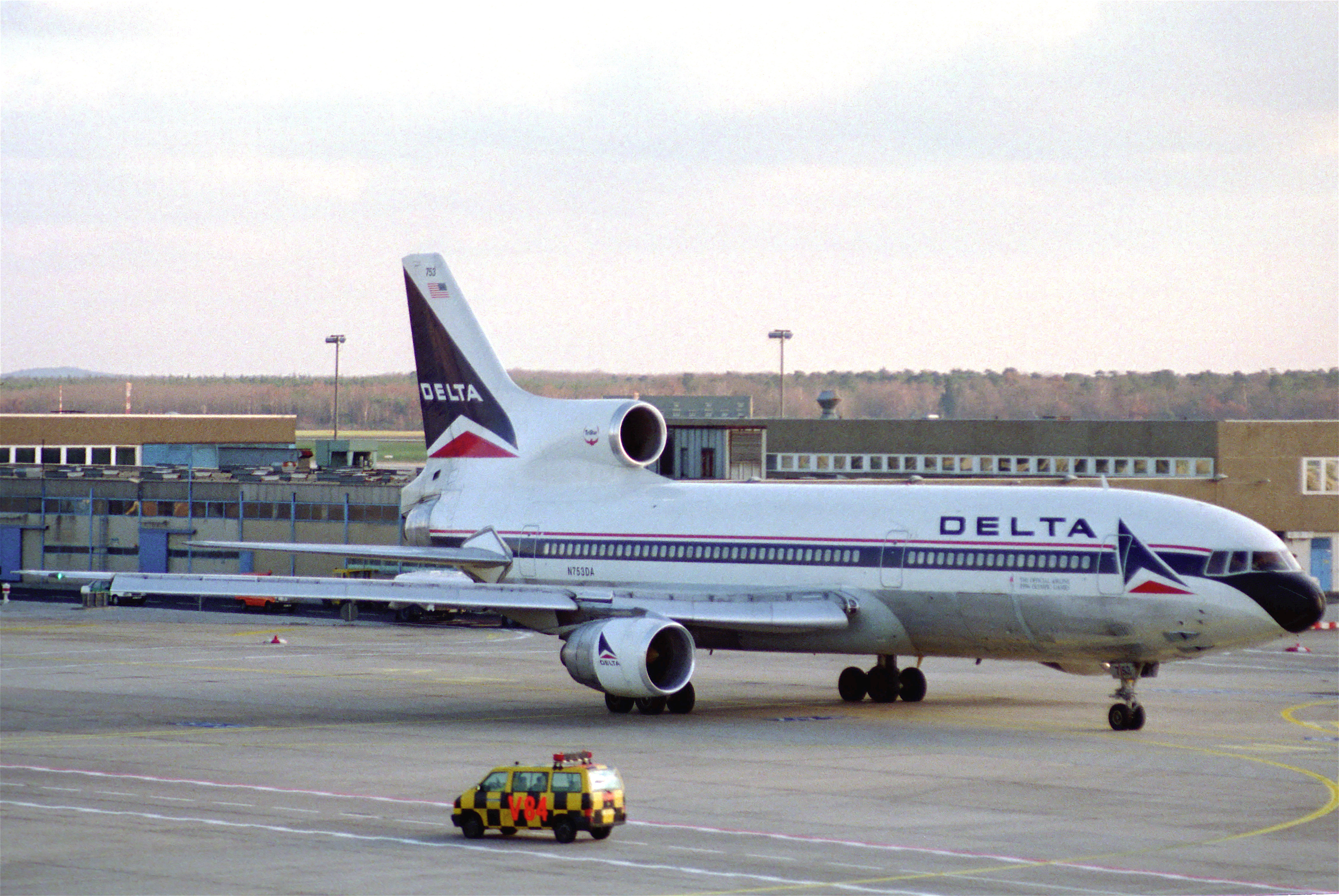
لاکید۱۰۱۱ تری استار

بعد از کامیابی در تولید هواپیماهای پهن پیکر، در طول دو دهه پسین هواپیماهای پهن پیکر موفق زیادی وارد بازار شدند. از جمله آنها می‌توان به ایرباس آ-۳۴۰ و بوئینگ ۷۶۷ و ۷۷۷ اشاره کرد. تا اکتبر سال ۲۰۰۷ و ورود نخستین ایرباس آ-۳۸۰، بوئینگ ۷۴۷ بزرگ‌ترین و پهنترین هواپیمای جهان بود.

## نگارخانه

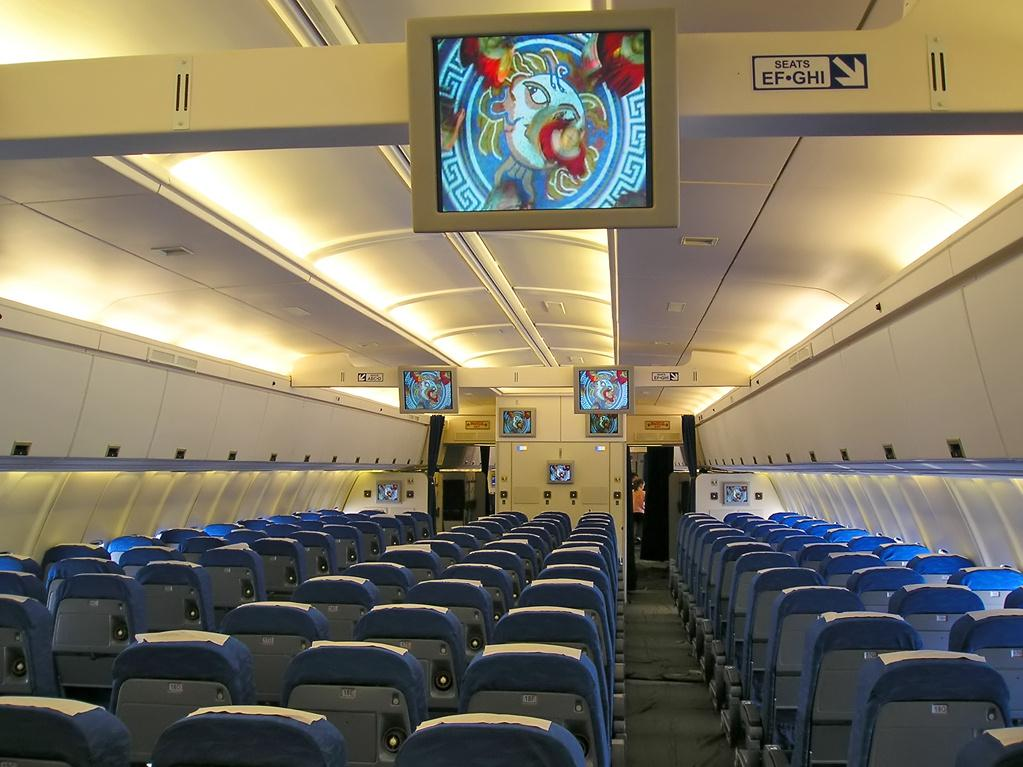
صندلی‌های اکونومی کلاس در ایلیوشین-۹۶ هواپیمایی کوبا
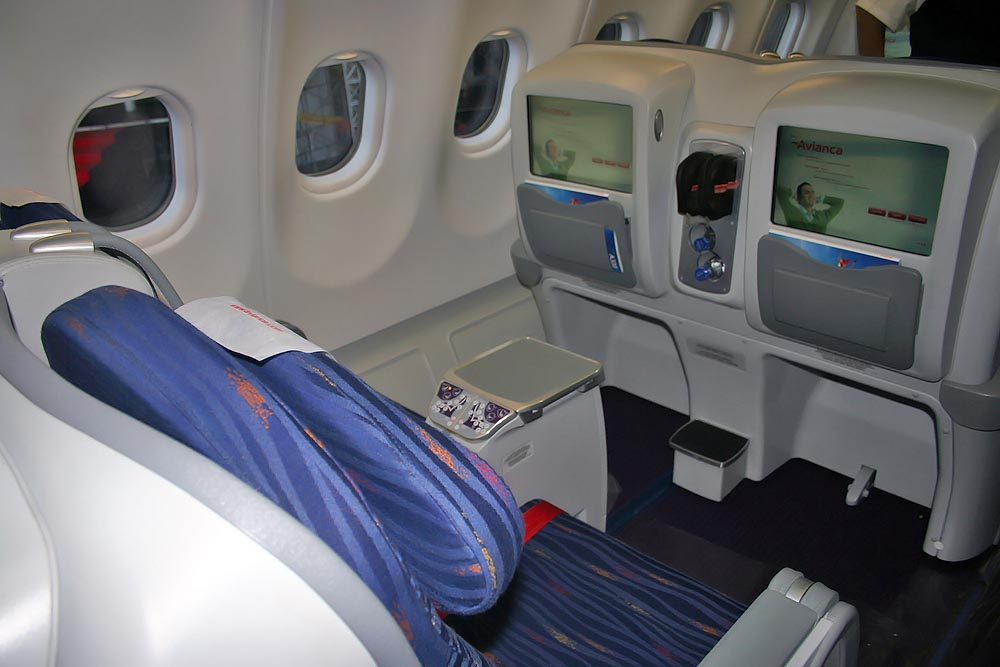
صندلی‌های بیزنس کلاس در ایرباس آ-۳۳۰ اویانکا
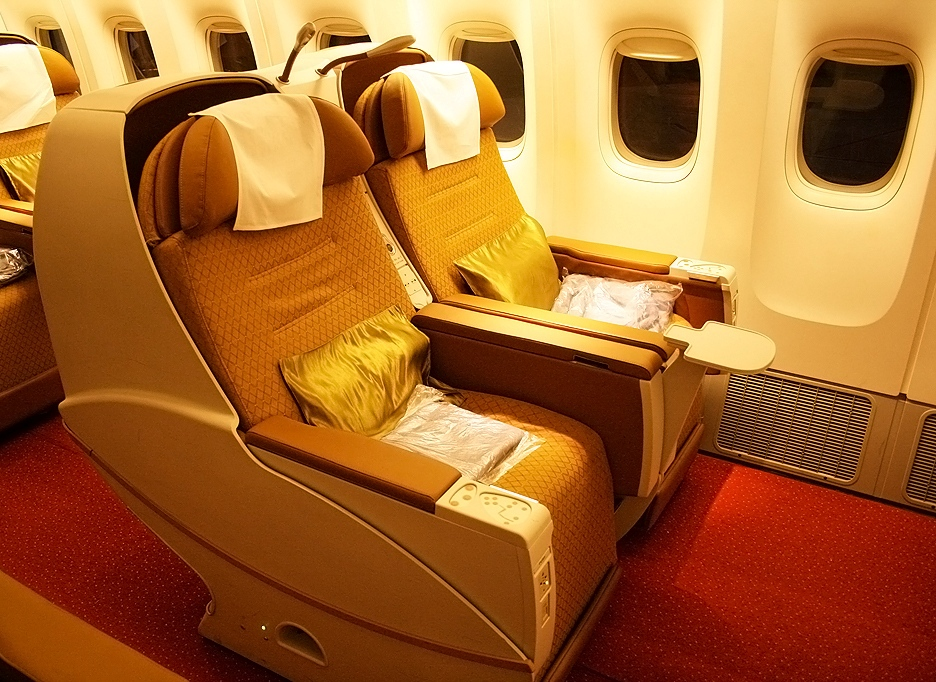
صندلی‌های بیزنس کلاس در بوئینگ ۷۷۷ ایر ایندیا
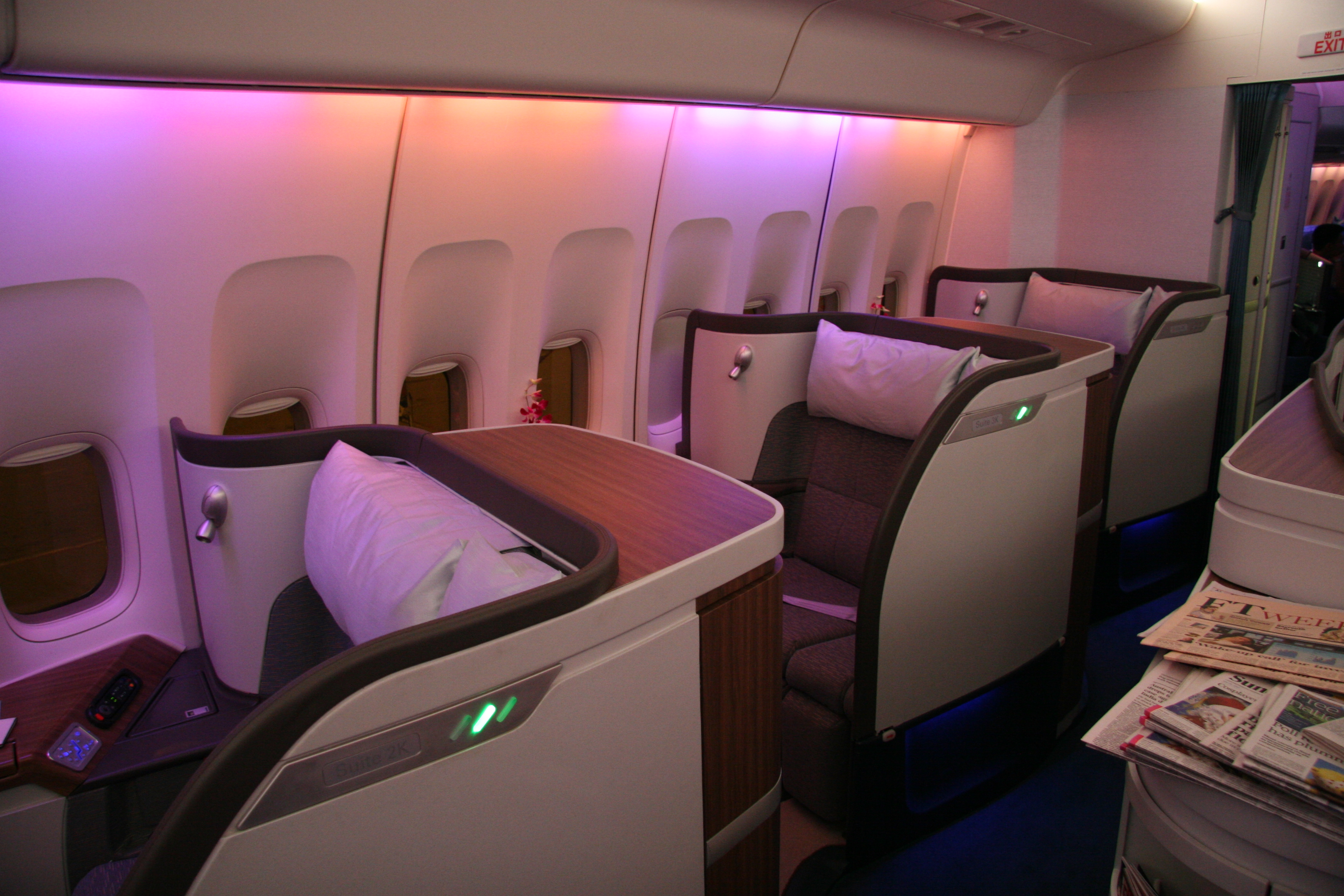
صندلی‌های فرست کلاس در بوئینگ ۷۴۷-۴۰۰ کاتای پاسیفیک
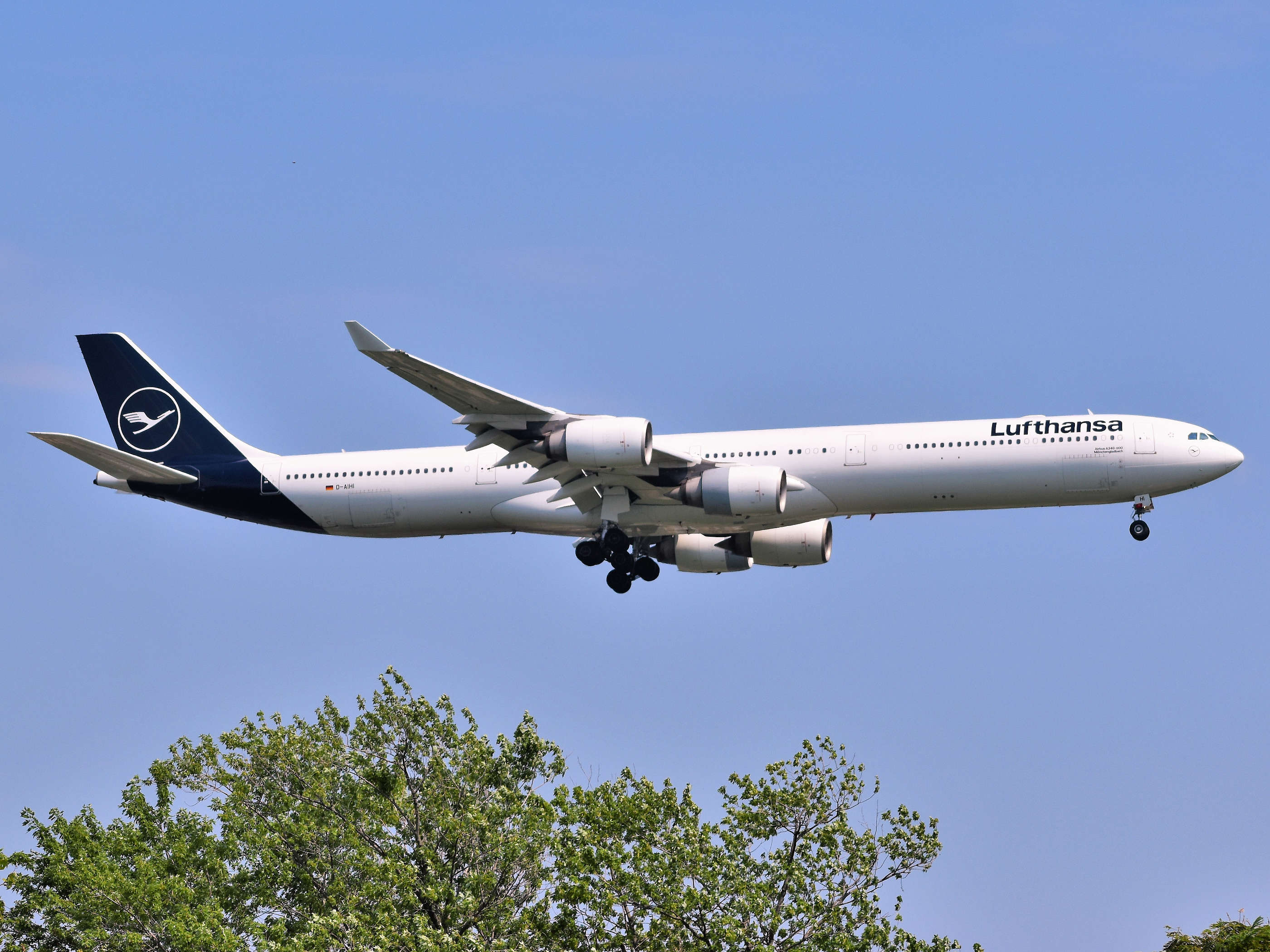
یک ایرباس۶۰۰-۳۴۰ لوفت هانزا سری ششصد ایرباس۳۴۰ تا سال ۲۰۱۰ طویل‌ترین هواپیمای پهن پیکر جهان بود و هم اکنون بعد از بویینگ۸-۷۴۷ در رتبهٔ دوم قرار دارد  طوری که به ان لقب مداد دراز داده‌اند!
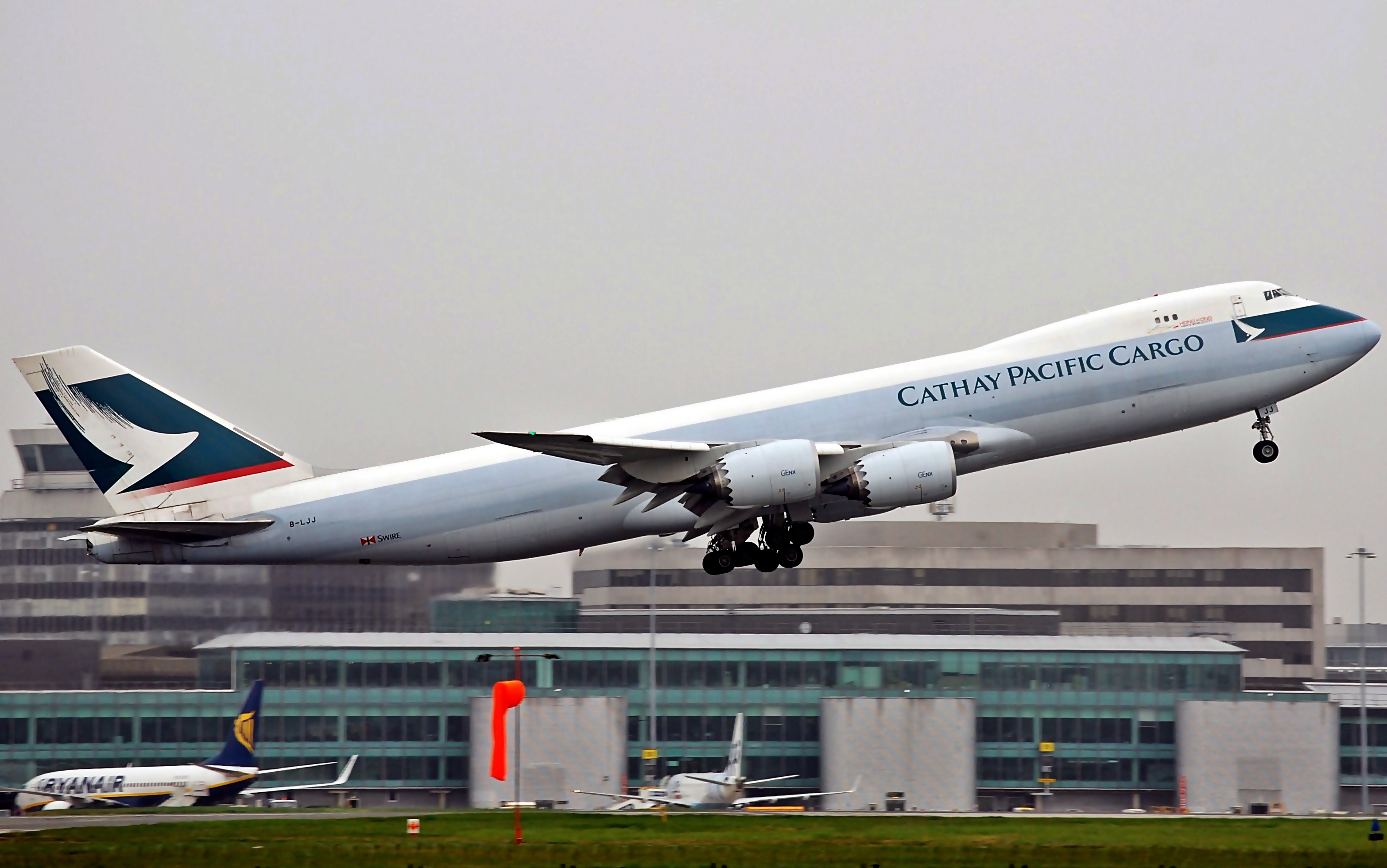
یک بویینگ۸-۷۴۷ باری کاتای پسفیک این هواپیما از سال۲۰۱۰ تاکنون طویل‌ترین هواپیمای جهان است که البته از مدل مسافربری ان تعداد کمی ساخته شد